# Canuleius corallinus
Canuleius corallinus är en insektsart som beskrevs av Salvador de Toledo Piza Júnior 1936. Canuleius corallinus ingår i släktet Canuleius och familjen Heteronemiidae. Inga underarter finns listade.